# Уккусиксалик (национальный парк)
Национальный парк Уккусиксалик (англ. Ukkusiksalik National Park, фр. Parc national Ukkusiksalik) — национальный парк Канады, расположенный на западе канадской территории Нунавут.
На языке инуктитут название парка означает «место, где мыльный камень образует ниши в которых найдены масляные лампы» (англ. the place where soapstone to make pots and oil lamps is found). Название связано с мыльным камнем, найденным в окрестностях парка.

## Физико-географическая характеристика

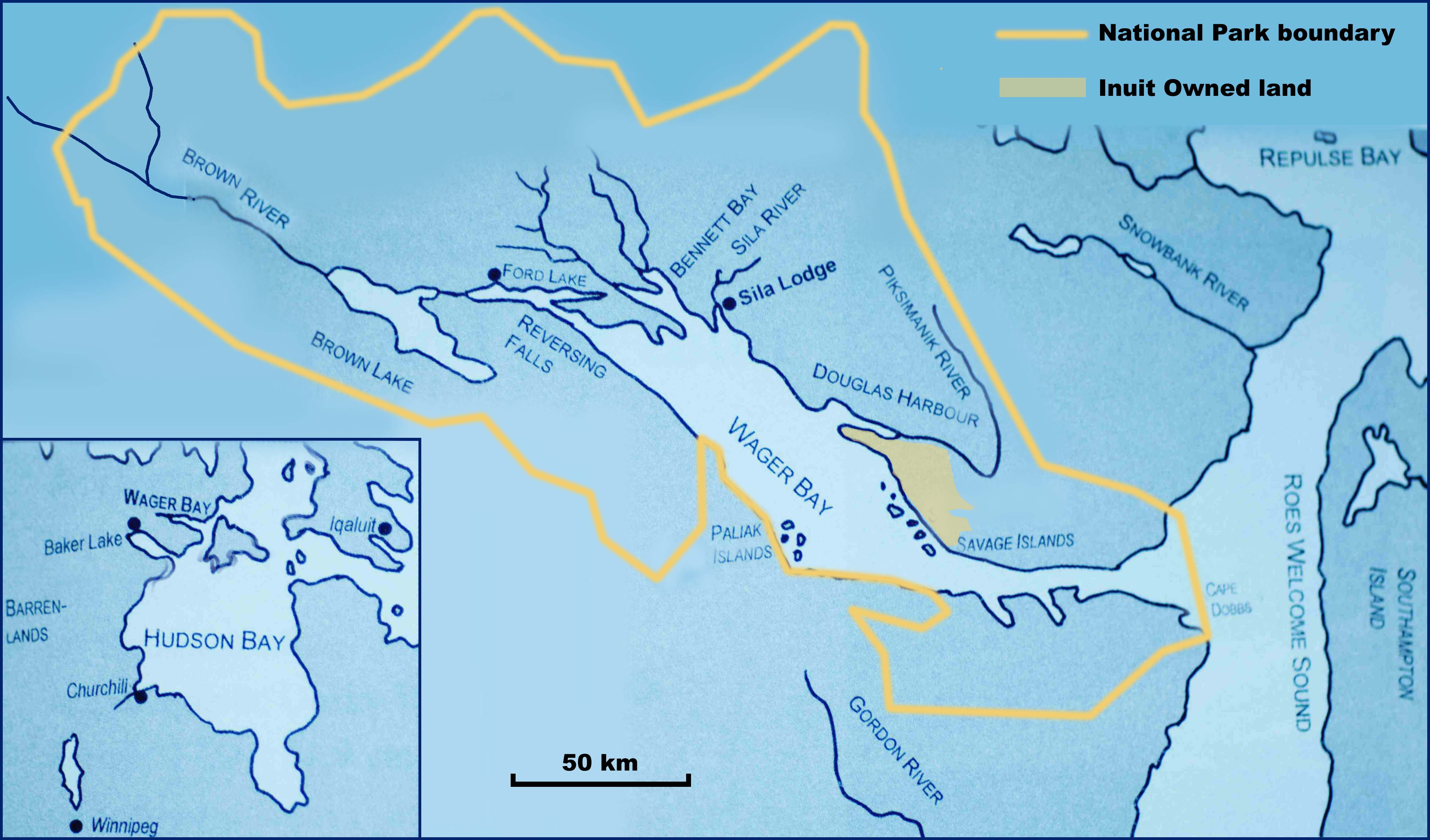
Карта парка

Национальный парк Уккусиксалик находится на северо-западе Гудзонова залива южнее населённого пункта Репалс-Бей и Полярного круга, западнее пролива Рос-Уэлком, отделяющего остров Саутгемптон от материка.
Парк расположен на гранитном Канадском щите с большим количеством рек и озёр. Отступающие ледники оставили морскую глину и эскеры на высоте 200 метров над уровнем моря. Основной достопримечательностью парка является бухта Уэйджер (Wager Bay) с её скалами и приливами. Уэйджер — узкая солёная бухта длиной 100 км, высота прилива в которой достигает 8 метров. Сила прилива позволяет наблюдать обратные водопады (reversing waterfall). Ещё в 1978 году были предложения по созданию национального парка в районе бухты и её окрестностей.
На территории парка преобладает морской арктический климат, характерными особенностями которого являются сильные ветра, низкие температуры и малое количество осадков. Лёд в заливе остаётся до конца июля. На побережье часто бывают туманы.
Парк доступен в июле и августе на лодке из соседних населённых пунктов: Ранкин-Инлет, Репалс-Бей, Честерфилд-Инлет, Бейкер-Лейк, Корал-Харбор. Путешествие занимает около 7 часов. Кроме того, есть чартерные авиарейсы из Бейкер-Лейк и Ранкин-Инлет.

## Флора и фауна

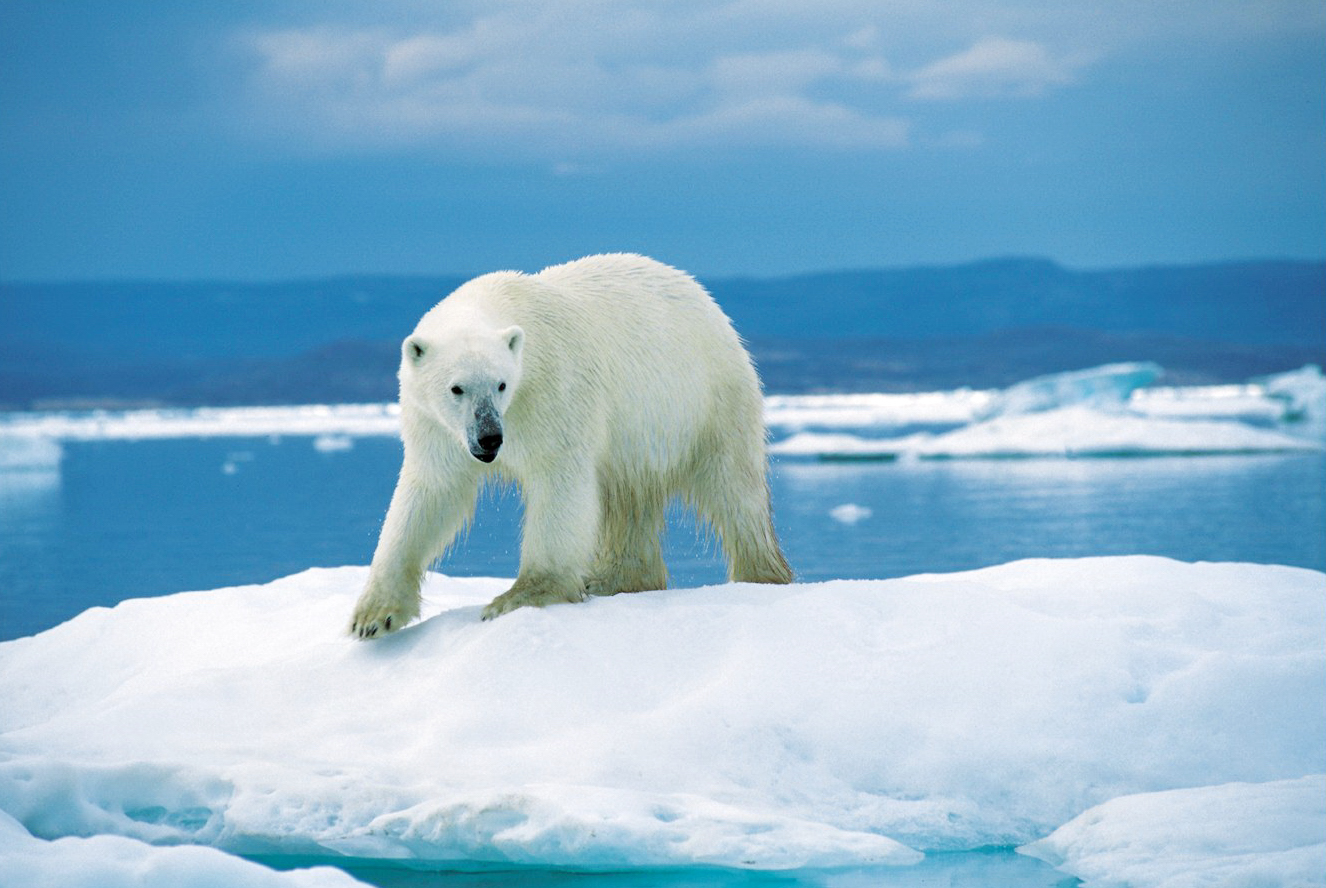
Белый медведь в парке

Парк представляет собой тундру с невысокой растительностью, представленной такими видами как карликовая берёза, ива, багульник, дриада восьмилепестная, а также ягодами черники. В долинах рек возможны бореальные леса.
В парке водятся белые медведи, олени карибу, песцы, гризли, четыре вида морских котиков. В водоёмах водится арктический голец. На побережье гнездятся и выводят потомство водоплавающие птицы: гуси, белые гуси, американские лебеди. Кроме того, в парке обитают такие хищные птицы как беркут, белоголовый орлан, кречет, сапсан, мохноногий канюк.

## Охрана территории

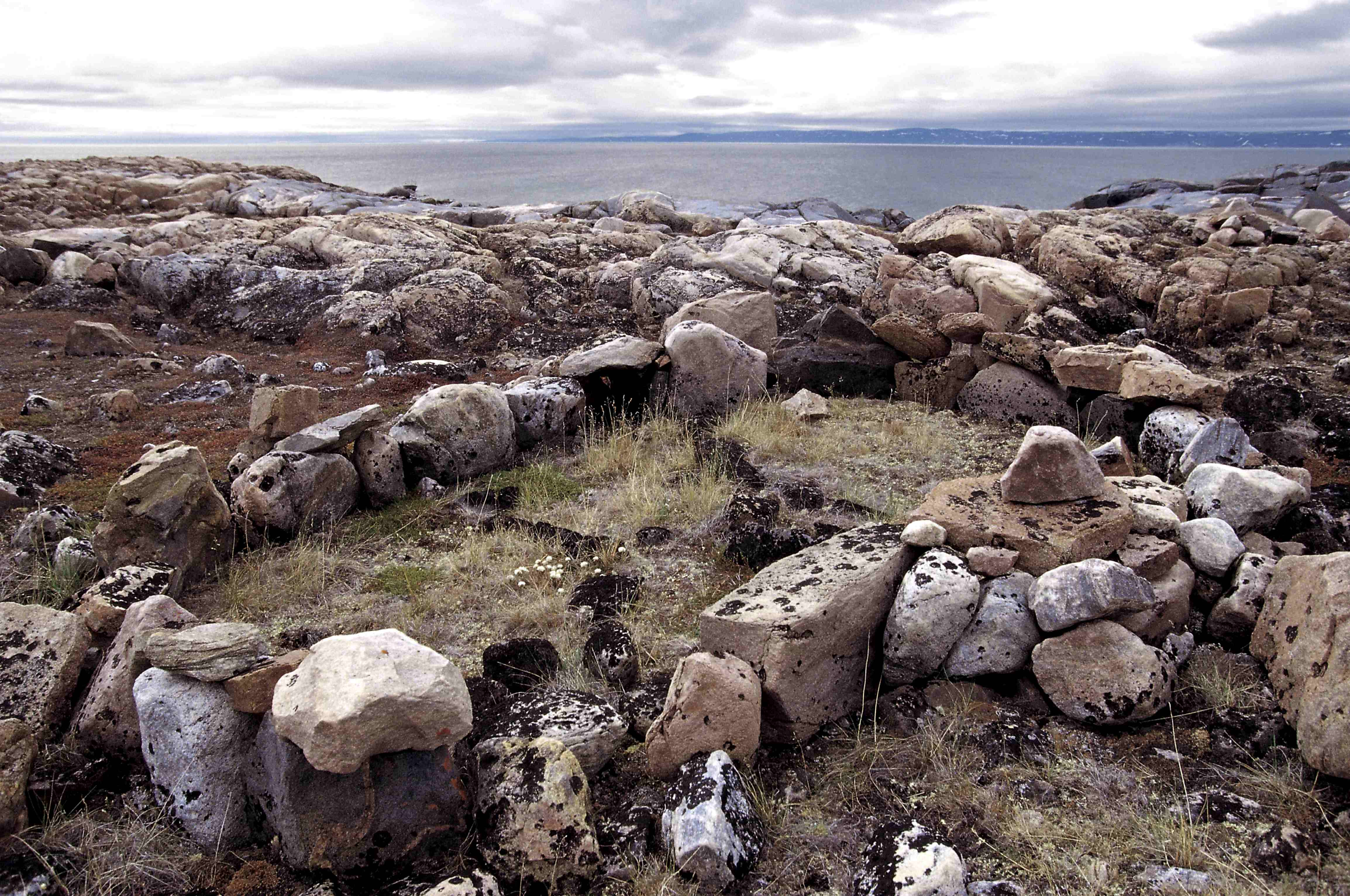
Каменные основания древних построек

В парке расположено более 500 раскопок, согласно которым, инуиты использовали территорию с 1000 года до н. э. Среди находок ловушки на лис, каменные основания для переносных жилищ, костровища. В 1925—1947 году на территории располагался торговый пост компании Гудзонова залива, остатки которого сохранились до сих пор. Территория была заселена до 1960-х годов.